# Leones Británicos e Irlandeses

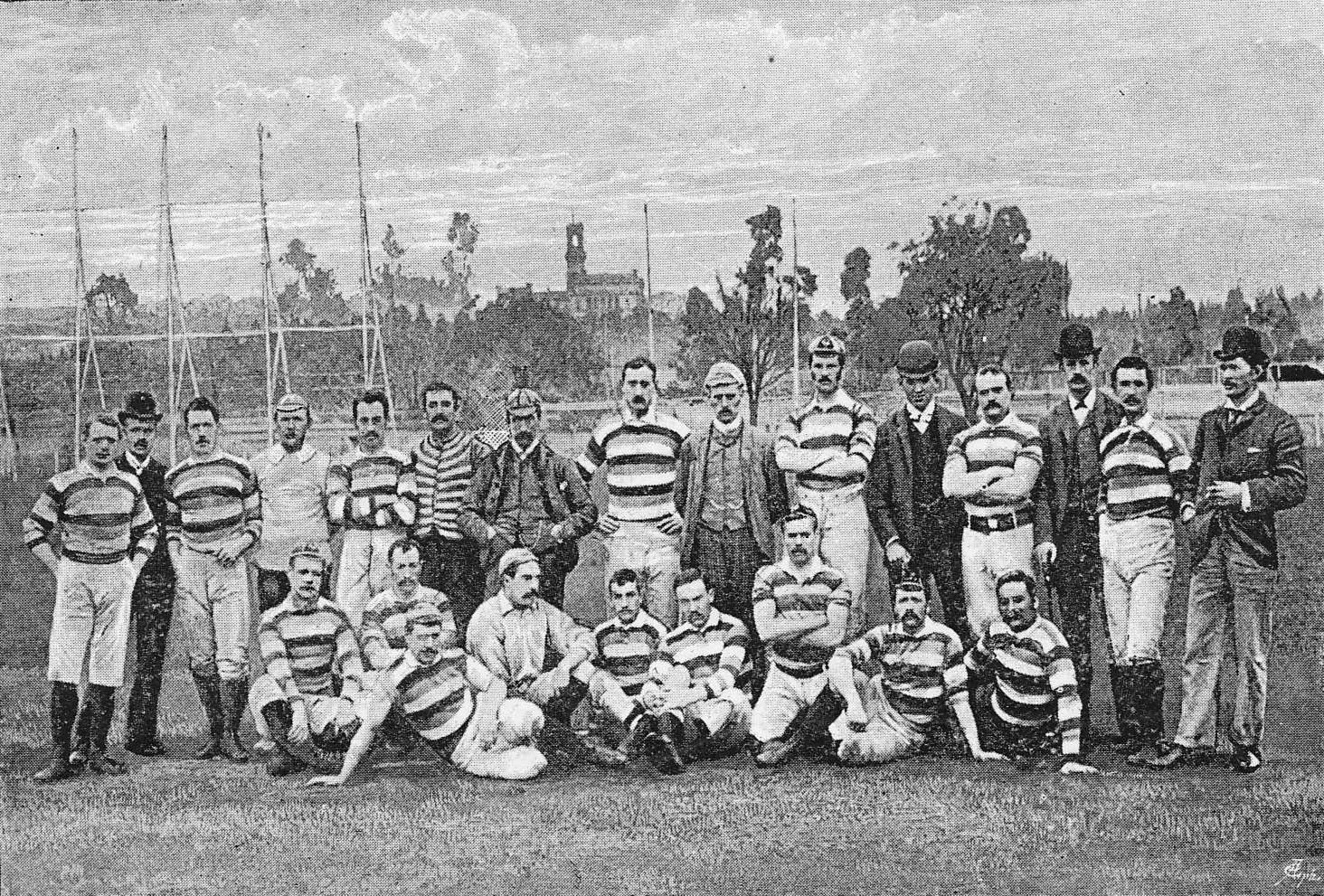
El primer equipo de los Lions que hizo una gira por Australia y Nueva Zelanda en 1888

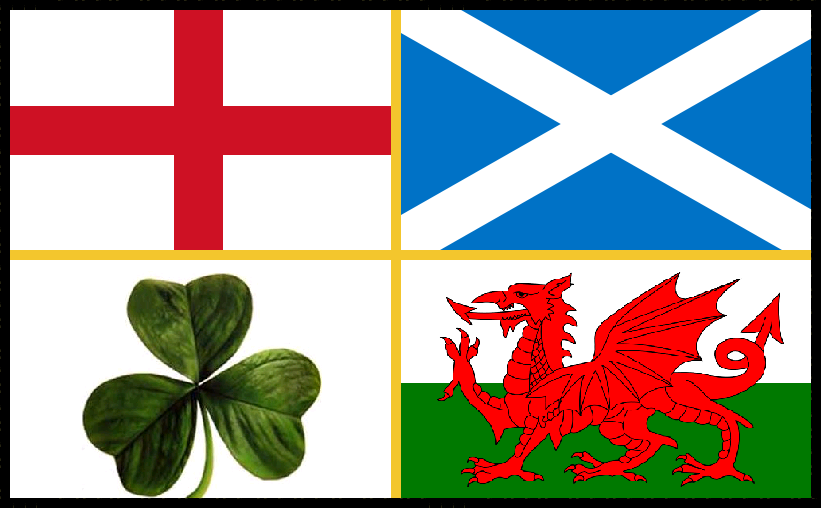
Las cuatro uniones de Lions

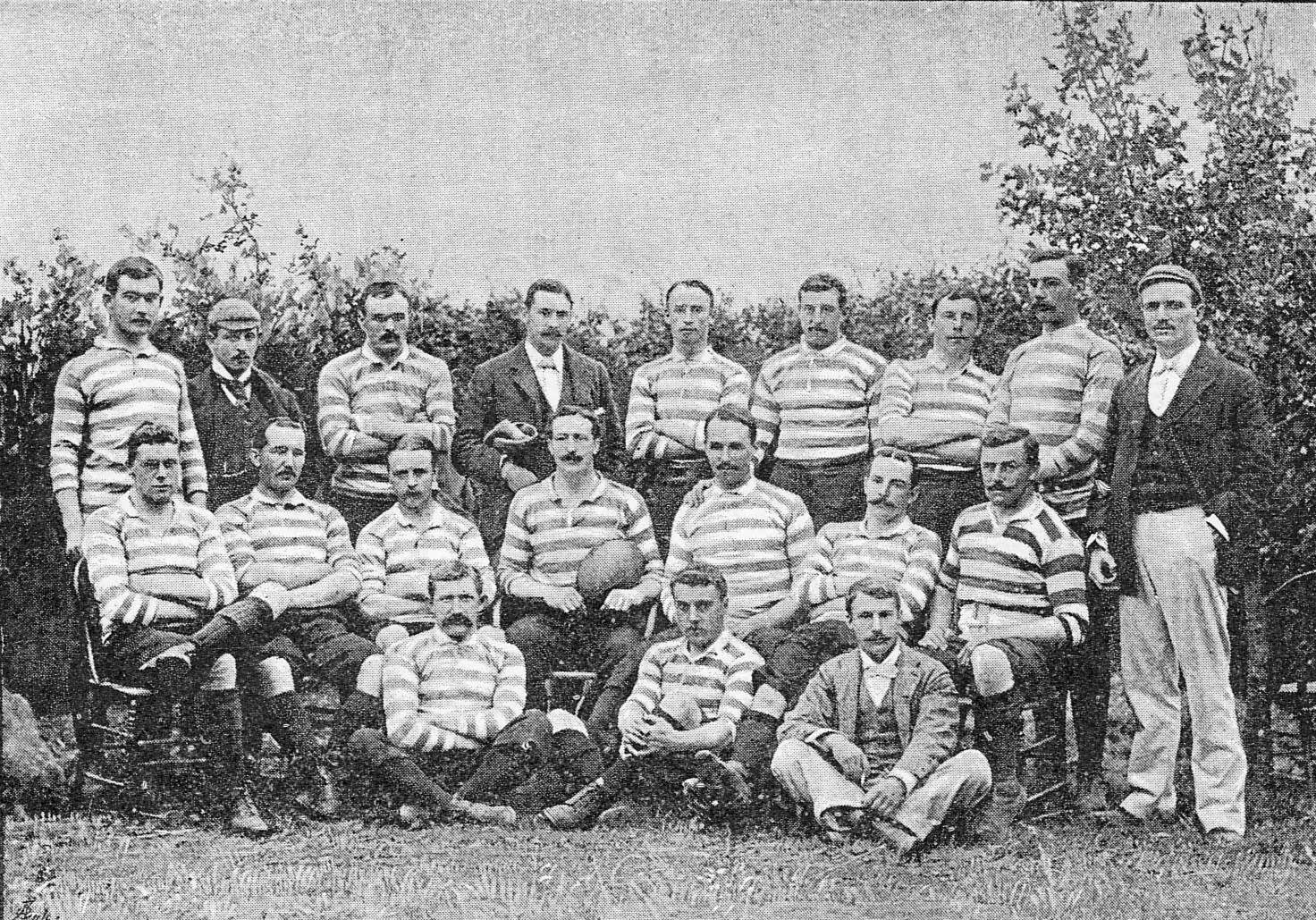
El equipo que viajó a Sudáfrica en 1891

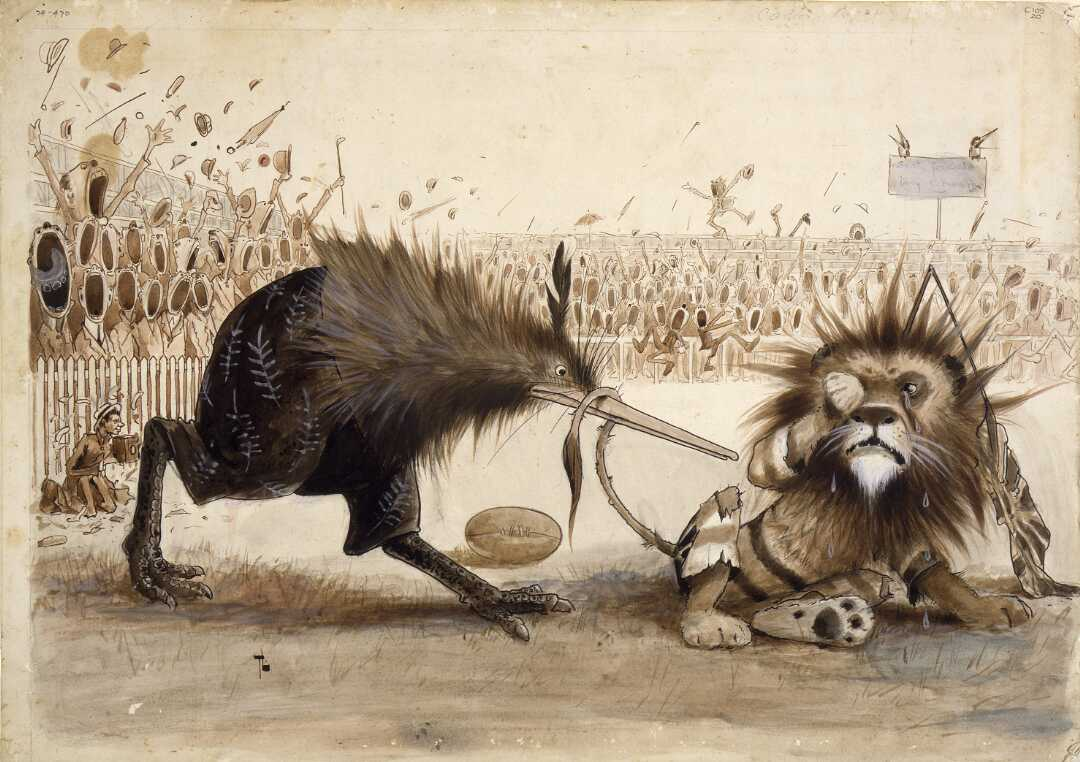
La visita de los Leones es un honor para las superpotencias y sucede cada 12 años

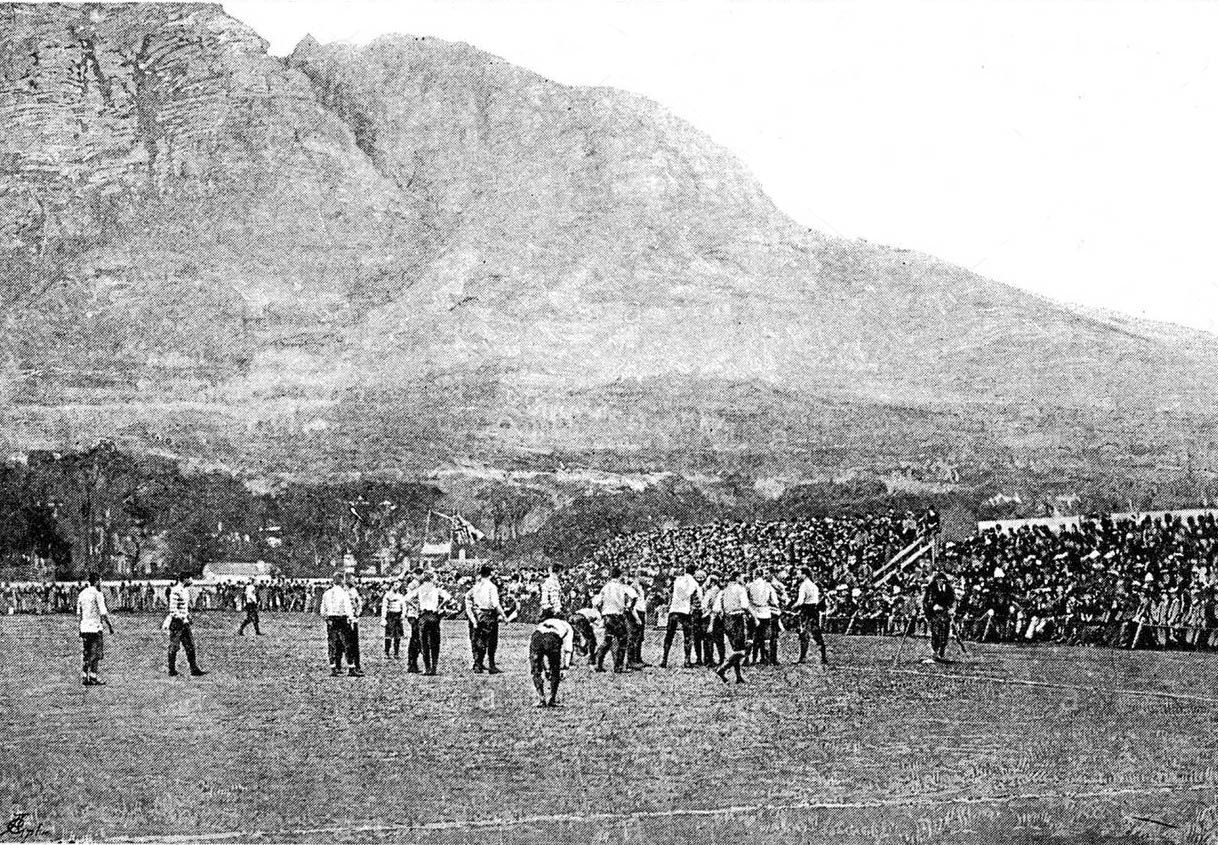
Inglaterra vs. Colonia del Cabo, 1891, el primer partido jugado en tierra sudafricana.

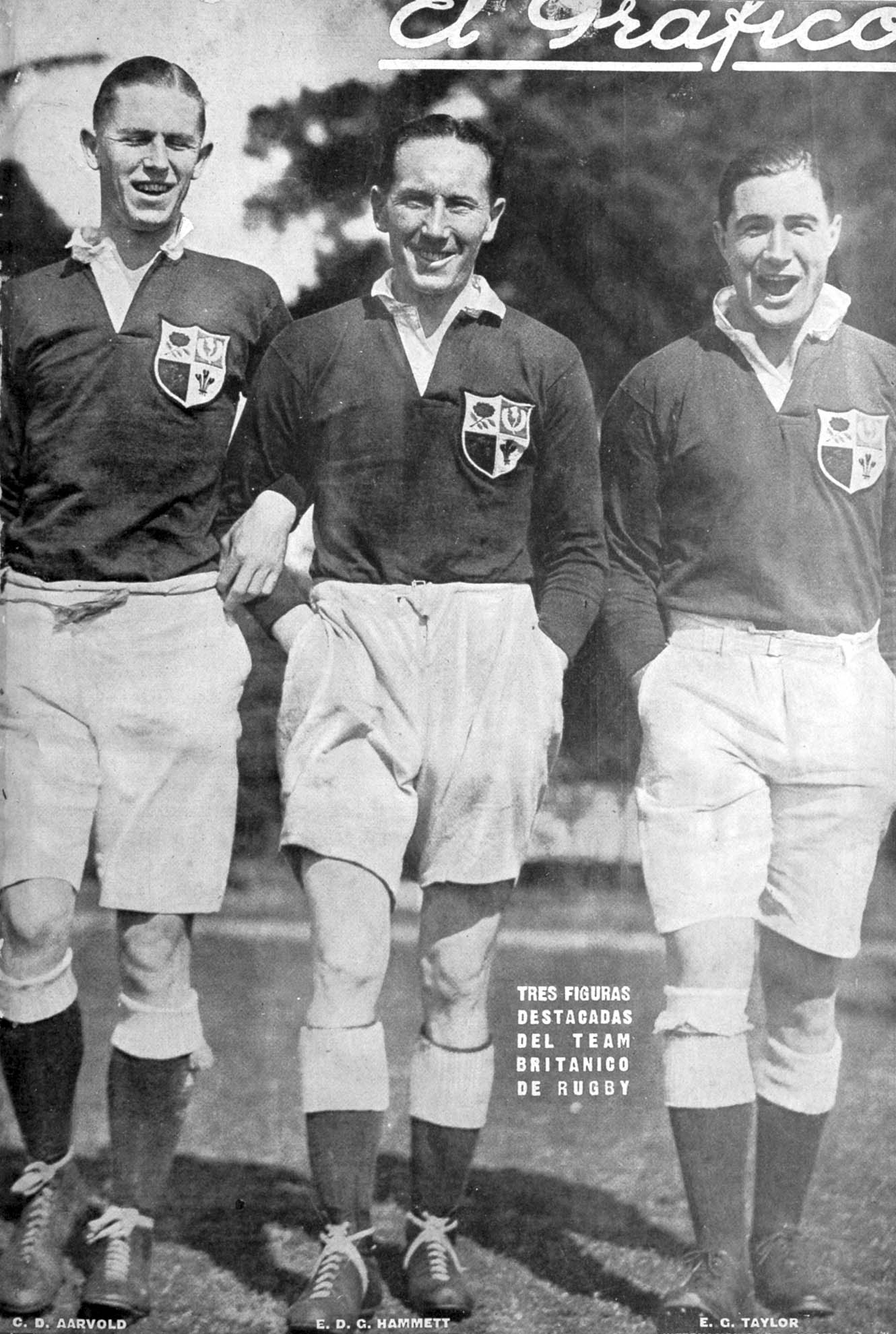
Tres miembros de los Lions durante la gira por Argentina 1927

Los Lions vs. los All Blacks en 2005

Los Leones británico-irlandeses (British and Irish Lions en inglés) o llamado más generalmente Leones, son un seleccionado de rugby compuesto por los mejores jugadores de Inglaterra, Escocia, Gales y la isla de Irlanda (República de Irlanda e Irlanda del Norte). Desde 1888 realizan visitas y enfrentan a las tres superpotencias del hemisferio sur, Nueva Zelanda, Australia y Sudáfrica, donde en algunas ocasiones, enfrentan a Argentina como duelo amistoso de preparación.
En 1989 se produjo la organización actual y definitiva, desde entonces salen de gira cada 4 años y enfrentan a las superpotencias en el siguiente orden: Wallabies, All Blacks, Springboks y Pumas. El ciclo inició con la gira de Australia 1989 y por tanto, cada país recibe a los Lions tras 16 años.
Jugar con los Leones es un enorme honor para cualquier jugador de las islas británicas, mayor incluso que jugar para su equipo nacional. Del mismo modo para sus adversarios, triunfar en los test matches supone un logro histórico. Hasta Australia 2025 se han realizado 35 giras y la siguiente es Nueva Zelanda 2029.

## Historia
La primera gira fue una empresa comercial y se realizó sin respaldo oficial. No existen datos sobre los test matches jugados.
Las seis visitas posteriores contaron con un grado creciente de apoyo por parte de las autoridades, antes de la gira por Sudáfrica 1910, que fue la primera gira representativa como las cuatro uniones. En 1949 estas crearon formalmente un comité de Giras y, por primera vez, todos los convocados (para el equipo de 1950) habían jugado anteriormente para sus seleccionados.
Las giras de los años 1950 vieron altas tasas de victorias en partidos de entrenamiento (aquellos jugados ante clubes o equipos regionales), lo que se mantiene hasta hoy, pero las series de partidos (contra las selecciones) generalmente se perdían o empataban. Las series ganadoras de Nueva Zelanda 1971 y la polémica Sudáfrica 1974, interrumpieron este patrón.
En 1986 el máximo órgano rector de este deporte, World Rugby, cumplió 100 años y organizó una importante celebración. Los Leones jugaron contra World XV, un seleccionado con los mejores jugadores del mundo (fuera del Reino Unido).
Con motivo del Bicentenario de la Revolución francesa, los Leones enfrentaron a Les Bleus por una invitación de la Federación Francesa de Rugby (FFR). En París se realizó el extraordinario partido y jamás volvió a repetirse.
En 1990 los Leones se solidarizaron con Rumania y jugaron contra un combinado europeo en nombre de la federación rumana. The Skilball Trophy se realizó en beneficencia para las víctimas de la revolución rumana de 1989 y los Lions formaron con los jugadores que habían participado del tour a Australia un año antes. La última gira de la era amateur tuvo lugar en Nueva Zelanda 1993.

## Rivales
El ciclo actual de visitas inició en 1989 y el orden es: Australia, Nueva Zelanda y Sudáfrica. A lo largo de su historia, ocasionalmente han enfrentado a otra nación como: Argentina, Canadá, Fiyi y futuramente Japón.

### Australia
El primer enfrentamiento sucedió en 1888, la primera visita profesional en la gira de 2001 y la próxima será en 2025, si no se modifica el calendario. Desde el profesionalismo, realizaron dos tours: derrota y victoria.
Los partidos de entrenamientos son contra las franquicias del Súper Rugby Australia y quizás algún combinado aborigen. Antes del profesionalismo jugaron contra las provincias y clubes más importantes, como el Randwick DRUFC.

### Nueva Zelanda
El primer enfrentamiento sucedió en 1888, la primera visita profesional en la gira de 2005 y la próxima será en 2029, si no se modifica el calendario. Desde el profesionalismo, realizaron dos tours: derrota y empate.
Los partidos de entrenamientos son contra las franquicias del Súper Rugby Aotearoa y el combinado aborigen: Māori All Blacks. Antes del profesionalismo jugaron contra los equipos del National Provincial Championship, como el histórico Canterbury que los venció cuatro veces.

### Sudáfrica
El primer enfrentamiento sucedió en 1891, la primera visita profesional en la gira de 1997 y la próxima será en 2033. Desde el profesionalismo, se realizaron tres tours: una victoria y dos derrotas.

### Otras naciones
Han competido frente a Canadá, Fiyi y Sri Lanka, por invitaciones realizadas finalmente. Increíblemente, cayeron contra Fiyi y los Canucks.
En 2020 se anunció que el siguiente año disputarían un test ante los Brave Blossoms, será el primero y se debe al excelente rendimiento japonés en su última participación mundialista.

## Giras[2]
No hay datos sobre los partidos jugados en la primera gira. En los años 1890 triunfaron en todas, siendo al día de hoy una hazaña jamás igualada.
| Año  | País                      | N.º | Resultado   | Entrenador        | Partidos         | Capitán        |
| ---- | ------------------------- | --- | ----------- | ----------------- | ---------------- | -------------- |
| 1888 | Australia y Nueva Zelanda | I   | Desconocido | Alfred Shaw       | No existen datos | Robert Seddon  |
| 1891 | Colonia del Cabo          | II  | Ganaron     | Edwin Ash         | 0–3              | Bill Maclagan  |
| 1896 | Colonia del Cabo          | III | Ganaron     | Roger Walker      | 1–3              | Johnny Hammond |
| 1899 | Australia                 | IV  | Ganaron     | Matthew Mullineux | 1–3              | Frank Stout    |

### sigloXX
Esta etapa organizó giras a Australia y Nueva Zelanda conjuntamente, visitó Argentina y aprovechó Sudáfrica para visitar a otras selecciones de África. Además del equipo nacional, enfrentó a clubes o equipos regionales del país como entrenamientos.
| Año  | País                      | N.º   | Resultado | Entrenador       | Partidos                     | Capitán                |
| ---- | ------------------------- | ----- | --------- | ---------------- | ---------------------------- | ---------------------- |
| 1903 | Colonia del Cabo          | V     | Perdieron | Johnny Hammond   | 1–0 Empataron dos            | Mark Morrison          |
| 1904 | Australia y Nueva Zelanda | VI    | Perdieron | Arthur O'Brien   | 0–3 Wallabies 1–0 All Blacks | David Bedell-Sivright  |
| 1908 | Nueva Zelanda             | VII   | Perdieron | George Harnett   | 2–0 Empataron una            | Arthur Harding         |
| 1910 | Argentina                 | VIII  | Ganaron   | R.V. Stanley     | 0–1                          | John Raphael           |
| 1910 | Unión Sudafricana         | IX    | Perdieron | Walter Rees      | 2–1                          | Tommy Smyth            |
| 1924 | Unión Sudafricana         | X     | Perdieron | Harry Packer     | 3–0 Empataron una            | Ronald Cove-Smith      |
| 1927 | Argentina                 | XI    | Ganaron   | James Baxter     | 4–0                          | David MacMyn           |
| 1930 | Australia y Nueva Zelanda | XII   | Perdieron | James Baxter (2) | 1–0 Wallabies 3–1 All Blacks | Doug Prentice          |
| 1936 | Argentina                 | XIII  | Ganaron   | Doug Prentice    | 0–1                          | Bernard Gadney         |
| 1938 | Unión Sudafricana         | XIV   | Perdieron | Bernard Hartley  | 2–1                          | Sam Walker             |
| 1950 | Australia y Nueva Zelanda | XV    | Perdieron | Leslie Osborne   | 0–2 Wallabies 3–0 All Blacks | Karl Mullen            |
| 1955 | Unión Sudafricana         | XVI   | Igualaron | Jack Siggins     | 2–2                          | Cliff Morgan           |
| 1959 | Australia y Nueva Zelanda | XVII  | Perdieron | O.B. Glasgow     | 0–2 Wallabies 3–1 All Blacks | Ronnie Dawson          |
| 1962 | Sudáfrica                 | XVIII | Perdieron | Harry McKibbin   | 0–3 Empataron una            | Arthur Smith           |
| 1966 | Australia y Nueva Zelanda | XIX   | Perdieron | John Robins      | 0–2 Wallabies 4–0 All Blacks | Mike Campbell-Lamerton |

### Reestructuración
En 1967 se decidió abandonar la gira por Australia, que se realizaba conjuntamente con Nueva Zelanda, por el bajo nivel de los Wallabies en aquel entonces. Tiempo después se implementó el boicot deportivo a Sudáfrica por el apartheid, sin embargo el comité desobedeció el Acuerdo de Gleneagles y realizó una gira en 1980, y con ello Australia regresó como destino.
En 1989 se decidió reestructurar la agenda por última vez. Desde entonces las visitas duran un poco más de dos meses, juegan generalmente cinco partidos de entrenamiento y enfrentan al seleccionado local tres veces.
| Año  | País          | N.º   | Resultado | Entrenador        | Partidos                    | Capitán           |
| ---- | ------------- | ----- | --------- | ----------------- | --------------------------- | ----------------- |
| 1968 | Sudáfrica     | XX    | Perdieron | Ronnie Dawson     | 3–0 Empataron una           | Tom Kiernan       |
| 1971 | Nueva Zelanda | XXI   | Ganaron   | Carwyn James      | 1–2                         | John Dawes        |
| 1974 | Sudáfrica     | XXII  | Ganaron   | Syd Millar        | 0–3 Empataron una           | Willie McBride    |
| 1977 | Nueva Zelanda | XXIII | Perdieron | John Dawes        | 3–1                         | Phil Bennett      |
| 1980 | Sudáfrica     | XXIV  | Perdieron | Noel Murphy       | 3–1                         | Bill Beaumont     |
| 1983 | Nueva Zelanda | XXV   | Perdieron | Jim Telfer        | 4–0                         | Ciaran Fitzgerald |
| 1989 | Australia     | XXVI  | Ganaron   | Ian McGeechan     | 1–2 Triunfaron en la última | Finlay Calder     |
| 1993 | Nueva Zelanda | XXVII | Perdieron | Ian McGeechan (2) | 2–1 Vencidos en la última   | Gavin Hastings    |

### Profesionalismo
En 1995 World Rugby declaró la apertura al profesionalismo y con esto los Leones vieron un mercado rentable desde patrocionios, indumentaria y productos oficiales. No obstante, el nivel deportivo pareció decaer.
| Año  | País          | N.º    | Resultado    | Entrenador         | Partidos                        | Capitán            |
| ---- | ------------- | ------ | ------------ | ------------------ | ------------------------------- | ------------------ |
| 1997 | Sudáfrica     | XXVIII | Ganaron      | Ian McGeechan (3)  | 1–2 Triunfaron las dos primeras | Martin Johnson     |
| 2001 | Australia     | XXIX   | Perdieron    | Graham Henry       | 2–1 Vencidos en la última       | Martin Johnson (2) |
| 2005 | Nueva Zelanda | XXX    | Perdieron    | Clive Woodward     | 3–0                             | Gareth Thomas      |
| 2009 | Sudáfrica     | XXXI   | Perdieron    | Ian McGeechan (4)  | 2–1 Vencidos las dos primeras   | Paul O'Connell     |
| 2013 | Australia     | XXXII  | Ganaron      | Warren Gatland     | 1–2 Triunfaron en la última     | Sam Warburton      |
| 2017 | Nueva Zelanda | XXXIII | Igualaron    | Warren Gatland (2) | 1–1 Empataron la última         | Sam Warburton (2)  |
| 2021 | Sudáfrica     | XXXIV  | Perdieron    | Warren Gatland (3) | 2–1 Vencidos en la última       | Alun Wyn Jones     |
| 2025 | Australia     | XXXV   | Ganaron      | Andy Farrell       | 1–2 Triunfaron las dos primeras | Maro Itoje         |
| 2029 | Nueva Zelanda | XXXVI  | A disputarse |                    |                                 |                    |

## Uniforme
El actual, camiseta roja con pantalón blanco y medias azules, se usó por primera vez en 1950 (hace 75 años). En los 62 años anteriores, el uniforme fue diverso: inició siendo medias azules y blanco total con rayas azules y rojas, luego la camiseta fue experimentando con el rojo y hasta se volvió azul.
Actualmente existe polémica en la representación de los colores, el azul de Escocia, el blanco es Inglaterra y el rojo Gales: no hay verde para Irlanda. En realidad hay detalles verdes en los calcetines desde 1938, lo que obviamente no elimina el disgusto.
En 1989 la indumentaria Umbro tuvo un conflicto por querer mostrar su logotipo y serle prohibido por el comité. Desde 1993 y con motivo de la profesionalidad, esto se permite: aquel año Nike lo mostró, en 1997 hubo revuelo porque Adidas estampó sus clásicas líneas y para 2001 las mantuvo de forma más leve, equipó al seleccionado hasta 2013. Canterbury es el actual, desde 2017.

### Evolución
| 1888, 1891 | 1899, 1904 | 1908 | 1910-1938 | 1950-hoy |

## Estadísticas
No se tienen en cuenta las selecciones de segundo y tercer nivel.
Tests actualizados hasta el el 20 de junio de 2025
| Adversario    | Jugados | Ganados | Perdidos | Empatados | % Victorias |
| ------------- | ------- | ------- | -------- | --------- | ----------- |
| Argentina     | 8       | 6       | 1        | 1         | 75%         |
| Australia     | 23      | 17      | 6        | 0         | 73.9%       |
| Nueva Zelanda | 41      | 7       | 30       | 4         | 17.0%       |
| Sudáfrica     | 49      | 18      | 25       | 6         | 36.7%       |
| Total         | 120     | 48      | 61       | 11        | 40.00%      |

## Emblema y símbolos
En 1924 los periodistas sudafricanos bautizaron al equipo Leones, por su agresividad y técnica. El león se ha convertido en su símbolo más importante desde entonces (aunque solo se usa en la corbata), siendo un arte para sus rivales diseñar publicidad de: ualabís (Australia), kiwis (Nueva Zelanda) y gacelas (Sudáfrica) jugando rugby contra el felino.

### Himno
Actualmente no se entona ninguno. Originalmente se cantaba God Save the Queen, pero con la escalada de agravamiento del conflicto norirlandés se detuvo y la última vez que sonó fue en 1989.
No se cantó ningún otro hasta 2005, cuando el comité presentó The Power of Four y fue interpretada por Katherine Jenkins. Al público no le gustó, a los jugadores no les pareció inspirador y sumado a la desastrosa campaña; no se volvió a cantar desde entonces.

## Jugadores notables

### Mayor número de test matches
Tests actualizados el 9 de agosto de 2021
|    | Jugador        | Tests | Posición      | Carrera   |
| -- | -------------- | ----- | ------------- | --------- |
| 1  | Willie McBride | 17    | Segunda línea | 1962–1974 |
| 2  | Dickie Jeeps   | 13    | Medio scrum   | 1955–1962 |
| 3  | Alun Wyn Jones | 12    | Segunda línea | 2009–2021 |
| 4  | Mike Gibson    | 12    | Centro        | 1966–1971 |
| 5  | Graham Price   | 12    | Pilar         | 1977–1983 |
| 6  | Tony O'Reilly  | 10    | Wing          | 1955–1959 |
| 7  | Haydn Williams | 10    | Segunda línea | 1955–1959 |
| 8  | Gareth Edwards | 10    | Medio scrum   | 1968–1974 |
| 9  | Syd Millar     | 9     | Pilar         | 1955–1959 |
| 10 | Andy Irvine    | 9     | Fullback      | 1974–1980 |

### Máximos anotadores en test matches[3]
Puntos actualizados el 30 de junio de 2025
|    | Jugador         | Puntos | Posición          | Tours     |
| -- | --------------- | ------ | ----------------- | --------- |
| 1  | Andy Irvine     | 281    | Fullback          | 1974-1980 |
| 2  | Phil Bennett    | 236    | Apertura          | 1974–1977 |
| 3  | Bob Hiller      | 214    | Apertura          | 1968–1971 |
| 4  | Gavin Hastings  | 193    | Apertura          | 1986-1993 |
| 5  | Barry John      | 188    | Apertura          | 1968-1971 |
| 6  | Ollie Campbell  | 184    | Apertura          | 1980-1983 |
| 7  | Malcolm Thomas  | 152    | Centro            | 1950-1959 |
| 8  | Leigh Halfpenny | 145    | Fullback          | 2009-2017 |
| 9  | Neil Jenkins    | 142    | Apertura/Fullback | 1997-2001 |
| 10 | Charlie Adamson | 136    | Utility Back      | 1899      |

### Máximos anotadores de tries
Tries actualizados el 12 de diciembre de 2020
|    | Jugador          | Tries | Posición | Carrera   |
| -- | ---------------- | ----- | -------- | --------- |
| 1  | Tony O'Reilly    | 6     | Wing     | 1955–1959 |
| 2  | J. J. Williams   | 5     | Wing     | 1974–1977 |
| 3  | Willie Llewellyn | 4     | Wing     | 1904      |
| 4  | Malcolm Price    | 4     | Centro   | 1959      |
| 5  | Alf Bucher       | 3     | Wing     | 1899      |
| 6  | Jack Spoors      | 3     | Fullback | 1910      |
| 7  | Carl Aarvold     | 3     | Centro   | 1930      |
| 8  | Jeff Butterfield | 3     | Centro   | 1955      |
| 9  | Ken Jones        | 3     | Centro   | 1962–1966 |
| 10 | Gerald Davies    | 3     | Wing     | 1968–1971 |